# 더 하나토유메
『더 하나토유메』(ザ花とゆめ)는 하쿠센샤가 발행하는 일본의 소녀 만화잡지이다. 『하나토유메』(하쿠센샤)의 증간. 1999년 8월에 창간되었고, 연 5회 짝수월에 발행된다. 발행일은 표시된 호수의 전전월(짝수월) 26일경이다.

## 관련 잡지
- 하나토유메